# Stjerne
 For alternative betydninger, se Stjerne (flertydig). (Se også artikler, som begynder med Stjerne)
En stjerne er en glødende kugle af plasma, der er i dynamisk balance, idet den holdes sammen af tyngdekraften og udspilet af strålingstrykket fra dens indre fusionsprocesser. Den nærmeste stjerne i forhold til Jorden er Solen, der er kilden til det meste af den energi der er til rådighed på Jorden. Andre stjerner er synlige på himlen, når de ikke overstråles af Solens lys. En stjerne skinner, fordi fusion i dens kerne frigør energi der transporteres gennem stjernens indre og derefter stråler ud i rummet fra stjernens overflade i form af elektromagnetiske bølger. Desuden vil der være en såkaldt solvind, der er en strøm af ladede partikler som føres væk fra stjernen af strålingstrykket. En del af den udsendte elektromagnetiske stråling ligger i det synlige område. Næsten alle grundstoffer tungere end hydrogen og helium er skabt i det indre af stjerner. Det meste af det lys, som vi kan se kommer fra stjerner.  
Astronomer kan bestemme massen, alderen, den kemiske sammensætning og mange andre egenskaber ved en stjerne gennem observation af dens spektrum, luminositet, og i visse tilfælde den egenbevægelse gennem rummet. En stjernes masse er altafgørende for dens udvikling som stjerne og dermed dens skæbne. Andre karakteristiske egenskaber ved en stjerne er bestemt ved dens udviklingshistorie, herunder dens diameter, rotation, bevægelse og temperatur. Et plot af stjerners temperaturer mod deres luminositet, kendt som et Hertzsprung-Russell diagram (H–R diagram), muliggør at finde alder og udviklingstrin for en stjerne.
Udgangspunktet for dannelsen af stjerner er skyer af interstellar gas, der primært består af brint, helium samt en meget lille andel af tungere grundstoffer. Hvis en sådan sky begynder at trække sig sammen på grund af de interne tyngdekræfter, så stiger tryk, tæthed og temperaturer. Er der brint nok, nåes det punkt, hvor de centrale dele er varme og tætte nok til at sætte gang i fusionsprocesser og en stjerne er født. Den del af stjernen der ligger uden for kernen transporterer den frembragte energi væk ved en kombination af varmelednings og varmestrålings-processer. Disse processer skaber et udadrettet tryk, der er i balance med gravitationskraften. Stjerner i denne tilstand af ligevægt ligger i den såkaldte hovedserie i Hertzsprung-Russell-diagrammet. 
Hvis den stofmængde der er til rådighed, er mindre end ca. 0,08 gange vor Sols masse (ca. 11 Jupitermasser), kommer kerneområdet aldrig op på tryk- og temperaturforhold der tillader fusionsprocesserne. I stedet skabes en såkaldt brun dværg – et lyssvagt legeme som frigør energi ved gravitationel sammentrækning i stedet for kernereaktioner.
Når brintbeholdningen i stjernens indre er ved at slippe op, »vinder« presset af tyngden af det omkringliggende materiale og presser kernen sammen indtil en ny fusionsproces, triple-alfa-processen (hvor 3 heliumatomer samles til en kerne af et kulstofatom), kan finde sted: Varmen fra denne proces blæser de ydre lag af stjernen udad, så disse udvider sig og køles ned: Stjernen er nu det astronomerne kalder for en rød kæmpe (eller evt. rød superkæmpe).
Tunge stjerner kan fortsætte med at fusionere stadig støre atomkerner, indtil de ender i en reaktion der danner jern: Dette grundstof er »endestationen«, fordi kerneomdannelse af jernatomer kræver en nettotilførsel af energi, dvs. de bruger mere energi på fusionen end de producerer ved den.
Når der ikke længere produceres energi i en stjernes indre, vil tyngden fra de ydre dele af stjernen presse den nu »døde« kerne sammen. Stjerner som vor egen sol vil blot falde sammen til en varm og lille stjerne af den slags der kaldes for en hvid dværg: Denne producerer ikke »ny« energi, men køler blot ganske langsomt af.
For stjerner der er mere end ca. halvanden gange så tung som Solen, kan atomerne i kernens materiale ikke »bære vægten« af det sammensynkende materiale: Elektronerne omkring atomkernerne bliver ganske enkelt mast ind i kernen, hvor de reagerer med protonerne og danner neutroner. Denne kollaps er temmelig voldsom, og blæser de ydre dele af stjernen væk. Tilbage er blot et massivt legeme af tætpakkede neutroner – en såkaldt neutronstjerne.
Når endnu større stjerner kollapser, kan end ikke sammenpressede neutroner »bære vægten«, og slutproduktet er et såkaldt sort hul – et legeme så tæt, at den lokale tyngdekraft omkring det er for stærk til at selv lys kan forlade det.
Binære og flerstjernesystemer består af to eller flere stjerner der er gravitationelt forbundne og som hovedregel bevæger sig i stabile baner om hinanden. Hvis to sådanne stjerner er tæt nok på hinanden, kan de have en væsentlig indflydelse på hinandens livsforløb.
Ikke alle stjerner er ens, dette er de ikke fordi de kan være dannet under forskellige forhold. Der er nogen stjerner der har mere gas og har samt mere materiale til rådighed end andre stjerner har. 

## Observationel historie
Stjerner har været vigtige i alle kulturer. De har været forbundet med religiøse forestillinger og ceremonier og været anvendt til navigation.
Mange af oldtidens astronomer mente at stjernerne var fast forbundet med en himmelsk sfære, og derfor urokkelige. Stjerner blev inddelt i stjernebilleder af astronomer og de brugte dem til følge planetbevægelserne og den tilsyneladende bevægelse af Solen. Bevægelsen af Solen imod baggrundsstjernerne blev brugt til at lave kalendere, der kunne bruges til at planlægge landbrugets rytme. Den Gregorianske kalender, der bruges i stort set hele verden, er en solkalender baseret på vinklen mellem Jordens rotationsakse relativt til Solen.
Det ældste nøjagtigt daterede stjernekort er fra det gamle Egypten og stammer fra 1534 f.Kr. Islamiske astronomer gav arabiske navne til mange stjerner der stadigt bruges i dag, og de opfandt talrige astronomiske instrumenter der kunne bruges til at udregne stjernepositioner.
I det 11. århundrede beskrev Abū Rayhān al-Bīrūnī Mælkevejen som en samling af fragmenter der havde egenskaber som tågede stjerner, og angav også breddegraderne for forskellige stjerner under en måneformørkelse i 1019.
På trods af den udbredte forestilling om himmelkuglens uforanderlighed, var kinesiske astronomer klar over at der kunne dukke nye stjerner op på himmelen. Tidlige europæiske astronomer som Tycho Brahe
identificerede nye stjerner på nattehimmelen (senere kaldet novae), hvilket antydede at himmelkuglen ikke var uforanderlig. I 1584 foreslog Giordano Bruno at stjernerne faktisk var sole, og kunne have planeter, måske endda jordlignende, i kredsløb omkring sig. Denne ide var tidligere blevet rejst af de græske filosoffer Demokrit og Epikur. I det efterfølgende århundrede blev der efterhånden konsensus imellem astronomer om at stjernerne var fjerne sole. For at forklare hvorfor disse stjerner ikke udøvede nogen nettotiltrækning på solsystemet foreslog Isaac Newton at stjernerne var jævnt fordelt i enhver retning, en ide der oprindeligt stammede fra teologen Richard Bentley.
Den italienske astronom Geminiano Montanari optegnede observerede variationer i lysstyrken fra Algol i 1667. Edmund Halley udgav de første målinger af egenbevægelsen for nære "fiks"stjerner idet han viste at de havde ændret position siden optegnelserne fra Ptolemæus og Hipparchos. 
Den første direkte måling af afstanden til en stjerne (61 Cygni i afstanden 11.4 lysår) blev lavet i 1838 af Friedrich Bessel der brugte en parallaksemetode. Parallaksemålingerne påviste de store afstande der er imellem stjernerne.
William Herschel var den første astronom der forsøgte af bestemme fordelingen af stjernerne på himmelen. Gennem 1780'erne lavede han en serie af målinger i 600 retninger, og talte antallet af stjerner langs hver sigtelinje. Ud fra dette sluttede han at antallet af stjerner stiger jævnt imod den ene side at stjernehimmelen imod Mælkevejen's center. Hans søn John Herschel gentog studiet i den sydlige himmelkugle og fandt noget tilsvarende der.
Ud over hans andre bedrifter, er William Herschel også kendt for hans opdagelse af at nogle stjerner ikke bare ligger på den samme sigtelinje, men er fysiske dobbeltstjerner i form at binære stjernesystemer.
Stjernespektroskopi blev grundlagt af Fraunhofer og Angelo Secchi. Ved at sammenligne stjernespektre af stjerner såsom Sirius med Solen, fandt de forskelle i styrken og antallet af absorptionslinier, der er de mørke linjer i et stjernespekter som skyldes absorption i stjerneatmosfæren. I 1865 begyndte Secchi at inddele stjerner i spektralklasser.
Observation af dobbeltstjerner tiltog i vigtighed gennem det 19'ende århundrede. I 1834 observerede Friedrich Bessel en ændring i egenbevægelsen for Sirius og sluttede sig til eksistensen af en skjult ledsagestjerne. Edward Pickering opdagede den første spektroskopiske dobbeltstjerne i 1899 da han observerede en periodisk opsplitning af spektrallinjerne i stjernen Mizar med en periode på 104 dage. Detaljerede observationer af mange dobbeltstjernesystemer blev samlet af astronomer såsom William Struve og S. W. Burnham, hvilket muliggjorde bestemmelse af stjernernes masse ud fra baneelementerne. Den første løsning på problemet med at finde banen for en dobbeltstjerne fra kikkertobservationer blev givet af Felic Savary i 1827.
I det 20'ende århundrede skete der en hurtig udvikling i det videnskabelige studie af stjerner. Fotografiet blev et værdifuldt astronomisk værktøj. Karl Schwarzschild opdagede at en stjernes farve, og dermed dens temperatur, kunne bestemmes ved at sammenligne den visuelle størrelsesklasse med den fotografiske.
Udviklingen af den fotoelektriske lysmåler muliggjorde meget præcise målinger af størrelsesklassen i forskellige bølgelængdeintervaller. I 1921 lavede Albert A. Michelson de første målinger af en stjernediameter ved at bruge et interferometer på Hooker telescope.
I de første tiår af det tyvende århundrede skete der store fremskridt i forståelsen af stjerners fysik. I 1913 blev det såkaldte Hertzsprung-Russell diagram udviklet og der blev opstillet succesfulde modeller til at forklare de indre forhold i en stjerne og stjerneudvikling. Stjernespektre blev forklaret med succes gennem anvendelse af kvantemekanik. Dette muliggjorde bestemmelse af den kemiske sammensætning af stjerneatmosfærerne. Cecilia Payne-Gaposchkin var først til at foreslå, at stjerner var lavet primært af hydrogen og helium i hendes 1925 ph.d.-afhandling.

## Navngivning af stjerner
Ideen om stjernetegn eksisterede i den Babyloniske tid. Astronomiske iagttagere i oldtiden forestillede sig at fremtrædende stjerner dannede mønstre, og de forbandt disse med særlige sider af naturen og deres myter. Tolv af disse billeder lå langs ekliptika og disse dannede baggrund for astrologi.
Mange af de mere fremtrædende enkeltstjerner blev også navngivet specielt med arabiske og latinske betegnelser.
Såvel som særlige stjernebilleder og Solen selv, har stjerner deres egen mytologi. De blev betragtet som sjæle af afdøde eller guder. Et eksempel er stjernen Algol, der tænktes at repræsentere Medusas øje.
I 1603 udgav den tyske astronom Johann Bayer 'Uranometria', der var det første atlas over hele stjernehimlen, som kunne ses med det blotte øje. Han gav hver stjerne en betegnelse med et græsk bogstav og genitivformen af konstellationens navn, efter lysstyrken. Den klareste stjerne i et stjernebillede hed Alfa, den næstklareste hed Beta osv. Nogle gange tog han fejl, fx er Beta Geminorum (Pollux) den klareste i Tvillingerne mens Alfa Geminorum (Castor) kun er den næstklareste. Der er kun 24 græske bogstaver, så Bayer brugte de latinske minuskler (a-z) til de 25.- til 50.-klareste stjerner og latinske majuskler (A-Z) for de 51.- til 75.-klareste.
Senere opfandt den engelske astronom John Flamsteed et system med tal, der senere skulle blive kendt som Flamsteed betegnelser. Stjernerne fik numre efter stigende rektascension. Talrige andre systemer er siden blevet skabt i forbindelse med udgivelse af stjernekort. Det betyder fx at stjernen Deneb også betegnes; Alfa Cygni, 50 Cygni, HIP 102098 mm.
Den eneste organisation, der anerkendes af det videnskabelige samfund som havende autoritet til at navngive stjerner og andre himmellegemer, er den Internationale Astronomiske Union (IAU).

## Måleenheder
De fleste stjerneparametre udtrykkes i SI-enheder per konvention,men CGS enheder bruges også. Masse, luminositet, og radius opgives som regel i solenheder. Disse er oplistet herunder:

| Solmassen:          | {\displaystyle M_{\odot }=1.9891\times 10^{30}} kg  |
| Solens luminositet: | {\displaystyle L_{\odot }=3.827\times 10^{26}} watt |
| Solens radius:      | {\displaystyle R_{\odot }=6.960\times 10^{8}} m     |

Større mål, såsom radius af kæmpestjerner eller storaksen i et binært stjernesystem, opgives ofte i astronomiske enheder (AU), der er defineret som middelafstanden mellem Jorden og Solen, omkring 149,6 millioner km eller 93 millioner miles.

## Dannelse af protostjerner
Dannelsen af en stjerne begynder med en gravitationel ustabilitet inde i en molekylsky, ofte udløst af chokbølger fra supernovaer eller sammenstød af to galakser. 
Når et område opnår en tilstrækkelig høj densitet til at opfylde kriteriet for Jeans instabilitet begynder den at kollapse under sin egen gravitationskraft. 
Når skyen kollapser, dannes individuelle ansamlinger af tæt støv og gas, det der kaldes Bok globuler. Disse kan indeholde op til 50 solmasser stof. Når en sådan ansamling sammentrækkes og tætheden øges, så bliver gravitationsenergien omsat til varme og temperaturen stiger. Når protostjerneskyen har nået hydrostatisk ligevægt, dannes der en protostjerne i det indre. Disse stjerner, der ligger på tærsklen til hovedserien, er ofte omgivet af en protoplanetarisk skive. Perioden med gravitationel sammentrækning varer omkring 10-15 millioner år.
Tidlige stjerner med en masse mindre end 2 solmasser kaldes T-Tauri-stjerner, mens dem med en større masse er Herbig Ae/Be stjerner. 
Disse nyfødte stjerner udsender jets af gas langs deres rotationsakse, hvorved der fremkommer tågeagtige områder kaldet Herbig-Haro objekter.

## Hovedserien
Stjerner tilbringer omkring 90% af deres levetid med at fusionere hydrogen til helium ved høj temperatur og tryk i stjernens kerne. Stjerner i denne fase siges at ligge på hovedserien og kaldes dværgstjerner. Andelen af helium i stjernens kerne vil stige støt i den tid stjernen er på hovedserien. For at opretholde den nødvendige styrke af kernereaktionerne er det derfor nødvendigt at temperaturen og lysstyrken af stjernen langsomt øges.
Det anslås at Solen har øget sin luminositet med omkring 40% siden den nåede hovedserien for 4.6 milliarder år siden.
Enhver stjerne frembringer en solvind af partikler der er årsag til en kontinuerlig strøm af gas ud i rummet. For de fleste stjerners vedkommende er den tabte masse ubetydelig. Solen taber 10−14 solmasser hvert år, hvilket svarer til 0.01% af dens samlede masse i hele dens levetid. Imidlertid kan meget store stjerner tabe 10−7 til 10−4 solmasser hvert år, hvilket påvirker deres udvikling i betydelig grad. Stjerner der begynder med mere end 50 solmasser kan tabe over halvdelen af deres masse mens de er på hovedserien. 
Tiden som en stjerne tilbringer på hovedserien afhænger primært af den mængde brændstof den har til rådighed og farten hvormed det omsættes. Med andre ord, dens begyndelsesmasse og dens lysstyrke. For Solen, anslås denne tid til at være 10 milliarder år. Store stjerner brænder deres brændsel meget hurtigt og har kort levetid. Små stjerner (kaldet røde dværge) brænder deres brændsel meget langsomt og lever i 10-100 milliarder år. Ved enden af deres levetid bliver de ganske enkelt svagere og svagere indtil de til sidst bliver sorte dværge. Da levetiden for en sådan stjerne er større end universets nuværende anslåede alder på 13.7 milliarder år, regner man ikke med at der eksisterer nogle endnu.
Udover massen, kan andelen af grundstoffer tungere end helium spille en betydelig rolle i udviklingen af stjerner. I astronomi kaldes alle grundstoffer tungere end helium for "metaller" og koncentrationen af disse grundstoffer kaldes metallicitet. Metalliciteten kan påvirke den tid en stjerne er om at omsætte sit brændstof, kan styre dannelsen af magnetiske felter og ændre styrken af solvinden. Gamle stjerner tilhørende population II har betydeligt mindre metallicitet end yngre stjerner hørende til population I. Forskellen skyldes sammensætningen af de skyer de blev dannet af. Over tid vil disse skyer blive beriget med tungere grundstoffer når gamle stjerner dør og udkaster en del af deres atmosfære.

## Tiden efter hovedserien
Når stjerner med mindst 0.4 solmasser har opbrugt deres forsyning af hydrogen i kernen, vil de ydre lag udvides og afkøles, så der dannes en rød kæmpestjerne. Om 5 milliarder år, når Solen bliver til en rød kæmpestjerne vil den sluge både Merkur og måske Venus. Modeller forudsiger at Solen vil udvides til 99% af den nuværende jordbaneradius. Samtidigt vil jordbanen dog være vokset til omkring 1.7 AU på grund af Solens massetab, og vil således undgå at blive opslugt. Imidlertid vil havene og atmosfæren være fordampet da Solens luminositet øges flere tusind gange. I en rød kæmpestjerne op til 2.25 solmasser vil brintfusion fortsætte i en skal rundt om kernen. Til sidst er kernen tilstrækkeligt komprimeret til at heliumfusion kan begynde og stjernen vil nu gradvist trække sig sammen og øge sin overfladetemperatur. For større stjerner går kernen direkte fra at fusionere hydrogen til at fusionere helium. 
Efter at stjernen har opbrugt helium i kernen fortsætter fusionen i en skal rundt om en varm kerne af kulstof og ilt. Stjernen følger så en udvikling der løber parallelt med den første røde kæmpestjerne fase, men med en højere overfladetemperatur.

## Massive stjerner
I helium-fusioneringsfasen vil stjerne med mere end 9 solmasser udvides og blive til røde superkæmper. Når helium er opbrugt, kan de fortsætte med at fusionere grundstoffer tungere end helium. Kernen sammentrækkes indtil temperatur og tryk er store nok til at fusionere kulstof. Denne proces fortsætter, hvor de forskellige stadier er fusion af oxygen, neon , silicium og svovl.
Nær slutningen af stjernens levetid, kan fusion foregå i en række af løgformede skaller inde i stjernen. I hver skal fusioneres forskellige grundstoffer, idet den yderste fusionerer hydrogen. Den næste fusionerer helium og så videre.
Slutstadiet nås når stjernen begynder at producere jern. Da jernkerner er hårdere bundet end alle de efterfølgende tungere kerner, ville det ikke frigøre nettoenergi hvis de blev fusioneret, tværtimod ville processen kræve tilførsel af energi. Da jernkernerne samtidigt er svagere bundet end alle lettere kerner, kan energi heller ikke frigøres ved fission.
I forholdsvist gamle, tunge stjerner vil en stor kerne af inaktivt jern derfor opsamles i kernen. De tungere grundstoffer i disse stjerner kan arbejde sig op til overfladen og der dannes en såkaldt Wolf-Rayet stjerne med en tæt solvind som spreder den ydre atmosfære.

## Kollaps
En udviklet stjerne af middelstørrelse vil nu sprede sine yderste lag som en planetarisk tåge. Hvis det der er tilbage efter at den ydre atmosfære er afkastet er mindre end 1.4 solmasser, vil den synke sammen til et forholdsvist lille objekt (cirka på størrelse md jorden) der ikke er massiv nok til at yderligere sammentrækning kan finde sted. Dette kaldes en hvid dværg. Hvide dværge vil efterhånden blive til sorte dværge over et meget langt tidsrum.
I tungere stjerner vil fusionsprocesserne fortsætte indtil jernkernen har vokset sig så stor (mere end 1.4 solmasser) at den ikke længere kan bære sin egen vægt. Den vil da pludseligt synke sammen når elektroner bliver drevet ind i kernen og der dannes neutroner og neutrinoer. Chokbølgen der forårsages af sammensynkningen får resten af stjernen til at eksplodere i en supernova. Supernovaer er så lysstærke at de for en tid kan overstråle hele stjernens egen galakse. Når de er forekommet i Mælkevejen er de historisk blevet forklaret som nye stjerner der dukkede op på et sted hvor der ikke var nogen før.
Det meste af stoffet i stjernen bliver blæst væk ved supernovaeksplosionen (idet der dannes tåger som Krabbetågen) og hvad der bliver tilbage er en neutronstjerne (der af og til giver sig til kende i form af en pulsar eller en røntgenkilde) eller for de tungeste stjerners vedkommende (store nok til at efterlade en rest på mere end 4 solmasser), et sort hul. I en neutronstjerne er stoffet i en tilstand der kaldes neutron-degenereret. For nuværende vides det ikke hvilken tilstand stoffet i et sort hul er i. 
De afblæste ydre lag af en døende stjerne indeholder tungere grundstoffer, der kan genbruges i en ny stjernedannelse. Disse tungere grundstoffer muliggør dannelse af planeter. Udstrømningen fra supernovaer og solvinden fra store stjerner spiller en vigtig rolle i dannelsen af de interstellare gasskyer.

## Fordeling
Ud over isolerede stjerner, findes der flerstjerne-systemer der består af flere gravitationelt bundne stjerner i kredsløb om hinanden. Det mest almindelige er dobbeltstjerner, men systemer med tre eller flere stjerner findes også. Af stabilitetsmæssige grunde er den slags flerstjernesystemer ofte opdelt i et antal dobbeltstjernesystemer.
Større grupper af stjerner kaldes stjernehobe. Disse varierer fra løse konstellationer med nogle få stjerner, op til store hobe med hundredtusindvis af stjerner.
Det har længe været antaget at flertallet af stjerner var en del af flerstjernesystemer. Dette er specielt tydeligt for meget massive stjerner tilhørende klasse O og B, hvor 80% tilhører et flerstjernesystem. Imidlertid tiltager andelen af enkeltstjerner for mindre stjernestørrelse, så kun 25% af de røde dværge har en ledsagestjerne.
Da 85% af alle stjerner er røde dværge, er det sandsynligt at de fleste stjerner i Mælkevejen har været alene fra starten.
Stjerner er ikke spredt ensartet i universet, men er normalt samlet i grupper i galakser sammen med interstellart gas og støv. En typisk galakse indeholder hundredvis af milliarder af stjerner, og der er mere end 100 milliarder galakser i det observerbare univers. Selv om det ofte antages at stjerner kun eksisterer i galakser er intergalaktiske stjerner blevet observeret.
Astronomer anslår at der er mindst (7×1022) stjerner i det observerbare univers. Det er 230 milliarder gange så mange som de 300 milliarder i Mælkevejen.
Den stjerne der er nærmest Jorden, bortset fra Solen, er Proxima Centauri, der er 1012 kilometer, eller 4,2 lysår væk. Hvis man rejste med kredsløbshastigheden for Space Shuttlen, omkring 30.000 kilometer/time ville det tage 150.000 år at nå derud. Afstande som disse er typiske inde i en galakseskive. I kuglehobe og galaksecentre kan stjerner være meget tættere på hinanden og i galaktiske haloer kan de være meget længere væk fra hinanden. 
Grundet de temmelig store afstande mellem stjerner uden for galaksekernerne, antages det at kollisioner mellem stjerner er sjældne. I tættere områder som kernerne i kuglehobe eller i galaksecentrer, kan sammenstød være mere hyppige.
Sådanne kollisioner kan frembringe såkaldte blå outsidere. Disse abnorme stjerner har en højere overfladetemperatur end andre hovedseriestjerner med samme luminositet i hoben.

## Karakteristika
Stort set alt hvad der vedrører en stjerne bestemmes af dens startmasse, herunder træk som luminositet og størrelse, såvel som udvikling, levetid og endelig skæbne.

## Alder
De fleste stjerner er mellem 1 milliard og 10 milliarder år gamle. Nogle stjerner er tæt på 13.7 milliarder år gamle. Den ældste observerede stjerne der er observeret til dato er HE 1523-0901 med en anslået alder på 13.2 milliarder år. 
Jo tungere en stjerne er, des kortere er dens levetid. Det skyldes primært at tunge stjerner har et højere tryk i kernen, hvilket betyder at hydrogen fusionerer hurtigere. De tungeste stjerner har en gennemsnitslevetid på omkring 1 million år, mens de letteste stjerner kan leve i hundredvis af millioner af år.

## Kemisk sammensætning
Når stjerner dannes består de af omkring 70% hydrogen og 28% helium efter masse og en mindre andel af tungere grundstoffer. Typisk måles andelen at tungere grundstoffer ud fra jernindholdet i stjernens atmosfære, da jern er et almindeligt grundstof og jernets absorptionslinjer er forholdsvist nemme at måle. Fordi molekylskyerne som stjerner dannes fra bliver beriget med tungere grundstoffer ved supernovaeksplosioner, kan måling af en stjernes kemiske sammensætning bruges til at bestemme dens alder. Mængden af tungere grundstoffer kan også være en indikator for sandsynligheden for at finde et planetsystem om stjernen.
Stjernen med det hidtil mindst målte jernindhold er dværgen HE1327-2326, der kun har 1/200000 af Solens jernindhold. Som modsætning har den supermetalholdige stjerne mu Leonis næsten det dobbelte jernindhold af Solen, mens den planetbærende stjerne 14 Hercules har næsten det tredobbelte jernindhold.
Der findes også kemisk specielle stjerner der har en usædvanlig overvægt af specielle grundstoffer i deres spektrum, specielt chrom og sjældne jordarter.

### Diameter
På grund af deres store afstand fra Jorden, forekommer alle stjerner bortset fra Solen at være prikker på nattehimlen set med det blotte øje. Bevægelser i jordens atmosfære gør at stjernerne blinker. Solen er også en stjerne, men den er tæt nok på Jorden til at ligne en skive, og til at give dagslys. Bortset fra solen, er stjernen med den største tilsyneladende størrelse R Doradus, med en vinkeldiameter på 0.057 buesekuender
Skiverne for de fleste stjerner er alt for små i vinkeldiameter til at kunne observeres med et jordbaseret teleskop, og derfor må der anvendes interferometriske metoder til at få et billede af disse objekter. En anden teknik til at måle vinkeldiameter af stjerner er gennem okkultation. Ved præcise målinger af faldet i en stjernes lysstyrke når den bliver dækket af månen (eller tilvæksten når den kommer frem igen), kan stjernens vinkeldiameter beregnes.
Stjerner varierer i størrelse fra neutronstjerner, der varierer mellem 20 og 40 km i diameter, til røde superkæmper som Betelgeuse i Orion, der har en diameter på omkring 650 gange Solen, omkring 0.9 milliarder kilometer.

### Kinematik
Bevægelsen af en stjerne i forhold til Solen kan give nyttig information omkring oprindelsen og alderen for stjernen, såvel som opbygningen og udviklingen af den omgivende galakse. Komponenenterne af en stjernes bevægelse er radial hastighed imod eller væk fra Solen, og tværbevægelse der kaldes den sande bevægelse.
Radialhastighed måles ved dopplerskiftet af stjernens spektrallinjer, og er givet i enheder af km/s. Den sande bevægelse for ens stjerne bestemmes ved præcise astrometriske målinger i enheder af mille-buesekunder per år. Ved at finde stjernens parallakse, kan den sande bevægelse omsættes til hastighedsenheder. Stjerner med høje sande bevægelser er formentligt tæt på Solen, hvilket gør dem velegnede emner til parallaksemåling.
Når begge bevægelser er kendt, kan hastigheden igennem rummet i forhold til Solen bestemmes. Iblandt nære stjerner, har man fundet at population I stjerner generelt har en lavere hastighed en ældre, population II stjerner. De sidstnævnte har elliptiske baner der hælder i forhold til galakseplanet. Sammenligning af nære stjerner har også ført til bestemmelse af stjerneforbindelser. Disse er formentlig grupper at stjerner der har et fælles udgangspunkt i meget store gasskyer.

### Magnetfelt
En stjernes magnetfelt frembringes når områder i det indre af stjernen hvor der er konveksions bevægelser. Disse bevægelser af elektrisk ledende plasma fungerer som en dynamo, og frembringer magnetiske felter med udstrækning igennem hele stjernen. Styrken af det magnetiske felt afhænger af stjernens masse og sammensætning, og størrelsen af den magnetiske overfladeaktivitet afhænger af stjernens roatition. Denne overflade aktivitet producerer solpletter, der er områder med en lavere temperatur end den omgivende overflade. koronabuer er magnetisek felter der i en bue rækker ud i koronaen fra aktive områder. flares er udbrud af højenergetiske partikler der udsendes af samme magnetiske aktivitet.
Unge, hurtigroterende stjerner har en tendens til at have høj overfladeaktivitet på grund af deres magnetfelt. Magnetfeltet kan påvirke solvinden, og dermed langsomt bremse rotationen som stjernen bliver ældre. Derfor har stjerner der er ældre end Solen en meget lavere rotationshastighed og en lavere overfladeaktivitet. Overfladeaktiviteten i langsomt roterende stjerner har en tendens til at variere cyklisk og kan helt ophøre i perioder.

### Masse
En af de tungeste stjerner der kendes er Eta Carinae med en masse på 100-150 gange Solen. Dens levetid er højst et par millioner år. Et nyligt studie af Arches cluster antyder af 150 solmasser er grænsen for stjerner i det nuværende stadie af universets udvikling. Forklaringen på denne grænse er ikke kendt præcis, men skyldes delvist Eddington luminositen der definerer en grænseværdi for den luminositet der kan passerer gennem en stjerneatmosfære uden at blæse gasser ud i rummet. 
De første stjerner efter Big Bang kan have været meget større, op til 300 solmasser eller mere pga. det totale fravær af tungere grundstoffer end lithium i deres sammensætning. Denne generation af supermassive population III stjerner er længe uddøde og er kun teoretisk beskrevet. 
Med en masse på omkring 93 Jupitermasser, er AB Doradus C, en ledsager til AB Doradus A, den letteste kendte stjerne der har fusion i kernen.
For stjerner med en metallicitet som Solen, er den teoretiske minimumsmasse som en stjerne kan have og stadigt have fusion i kernen vurderet til at være omkring 75 Jupitermasser.
Når metalliciteten er meget lav, viser et nyligt studie af de svageste stjerner, at minimumsstørrelsen for en stjerne er omkring 8.3% af en solmasse, eller omkring 87 Jupitermasser. Mindre legemer kaldes brune dværge, og udfylder en gråzone mellem stjerner og gasgiganter
Kombinationen af radius og masse for en stjerne definerer overfladegravitationen. Kæmpestjerner har en meget lavere overfladegravitation end hovedseriestjerner, mens det omvendte er tilfældet for hvide dværge. Overfladegravitationen kan have indflydelse på en stjernes spektrum, idet højere gravitation udbreder absorptionslinierne.

### Rotation
En stjernes rotation kan bedømmes gennem spektroskopiske målinger, eller mere nøjagtigt ved at følge bevægelsen af solpletter. 
Unge stjerner kan have en rotation hurtigere en 100 km/s ved ækvator. Klasse B-stjernen Achernar, har f.eks. en ækvatorialhastighed på omkring 225 km/s eller mere, hvilket giver den en ækvatorialdiameter der er 50% støre end afstanden mellem polerne. Denne hastighed er lige under den kritiske på 300 km/s hvor stjernen ville gå i stykker. I modsætning hertil roterer Solen kun en gang på 25-35 dage med en rotationshastighed på 1,994 km/s. Stjernens magnetfelt og solvinden bremser en hovedseriestjernes rotationshastighed med en betydelig andel, alt imens den udvikler sig på hovedserien. 
Degenererede stjerner er trukket sammen til en kompakt masse, hvilket bevirker en hurtig rotation. De har dog en forholdsvis lav rotationshastighed i forhold til hvad der skulle ventes fra bevarelse af bevægelsesmængdemomentet. Det forklares ved at en del af stjernens bevægelsesmængdemoment overføres via massetab i solvinden. På trods af det, kan en pulsar have en meget hurtig rotation. Pulsaren i midten af krabbetågen roterer f.eks. 30 gange i sekundet. Rotationen vil langsomt aftage grundet udsendelse af stråling.

### Temperatur
Overfladetemperaturen for en hovedseriestjerne er bestemt af dens energiproduktion i kernen og dens radius. Den estimeres ofte ud fra dens farveindeks.
Stjernens temperatur angives som dens effektive temperatur, dvs. at den er temperaturen af et ideelt sortlegeme, der udsender energi med den samme intensitet som stjernen. Bemærk at den effektive temperatur kun er en omtrentlig værdi og at stjerner har en temperaturgradient der aftager meget stærkt med tiltagende afstand fra kernen. 
Stjernens temperatur bestemmer hvor hurtigt forskellige grundstoffer ioniseres, hvilket bevirker et karakteristisk absorptionsspektrum. Overfladetemperaturen sammen med den abolutte størrelsesklasse og absorptionslinjer bruges til at klassificere stjerner.
Hovedseriestjerner med stor masse kan have en overfladetemperatur på op til 60.000 Kelvin (K). Mindre stjerner som Solen har en overfladetemperatur på 5-10.000 K. Røde kæmper har en relativt lav overfladetemperatur på omkring 3.600 K, men de har en høj luminositet grundet deres meget store overflade. Røde dværgstjerner har samme lave effektive temperatur, men pga. deres ringe størrelse er de de svagest lysende af alle stjerner.

## Stråling
En stjernes energiproduktion er et af resultaterne af den kernefusion, som foregår i stjernens kerne. Energien stråles ud i rummet som både elektromagnetisk stråling og partikelstråling. Denne sidste kaldes solvinden, der består af en strøm af elektrisk ladede partikler såsom frie protoner, alfa partikler, og beta partikler, der strømmer fra stjernens ydre lag; dertil en strøm af neutrinoer direkte fra stjernens kerne. 
Produktionen af energi i kernen er årsagen til, at stjerner lyser. Hver gang to eller tre kerner smelter sammen til en ny kerne af et tungere grundstof, bliver der frigjort elektromagnetisk stråling i form af gammastråler. Denne energi bliver omsat til stråling med større bølgelængder, bl.a. synligt lys, pga. kombination og rekombination (indfangning og frigivelse) af fotoner undervejs fra kernen til stjernens overflade.
Udover synligt lys udsender en stjerne også elektromagnetisk stråling med mange andre bølgelængder. Faktisk spænder en stjernes spektrum over hele det elektromagnetiske spektrum. 
Ved at bruge spektroskopi kan astronomer bestemme overfladetemperaturen, overfladegravitationen, metalliciteten, magnetisme og stjernens rotationshastighed. Hvis afstanden til stjernen er kendt, kan stjernens absolutte størrelsesklasse og dens luminositet bestemmes.
Stjerners masse, radius, overfladegravitation og egenrotationsperiode kan direkte observeres for dobbeltstjerner og disse observationer danner derefter grundlag for stjernemodeller, som kan benyttes til med god præcision at bestemme samme data for enkeltstjerner.
En stjernes farve er bestemt af hvor, det synlige lys har sin største intensitet. Dette afhænger af temperaturen af stjernens ydre lag, som kaldes fotosfæren.

### Strålingens styrke
De mest massive stjerner, superkæmpestjerner af spektralklasse O3Ia-0, som dannes i dag (de yngste stjerner er 3. og 4. generationsstjerner), har en masse, der er omkring 3.300 gange så stor som de mindste stjerner, som dannes og nogensinde er dannet, nemlig røde dværge af spektralklasse M9V.
Man kunne forledes til at tro, at stjerner med de største masser også lever længst, men for stjerner gælder i høj grad "lev stærkt og dø ung", idet en stjerne med stor masse også forbruger denne med meget stor hastighed. De mindste stjerner, med ca. 0,08 solmasser udsender ca. 0.00015 gange Solens energi  og lever omkring 45.000.000.000 år, hvorimod de mest massive stjerner udsender ca. 5.900.000.000 gange så megen energi pr. tidsenhed som de mindste stjerner, og lever i mindre end 1.000.000 år. De mindste stjerner lever følgelig omkring 50.000 gange så lang tid som de mest massive.
Den udsendte stråling afhænger af stjernens temperatur og dens radius.
Det er indlysende, at sammenligner man to kugleformede legemer med samme temperatur, men med forskellig overfladestørrelse, vil det med den største overflade udstråle mere energi en det med den mindste overflade. Overfladens størrelse afhænger af kvadratet på radius; er radius fx tre gange så stor, er overfladen tilsvarende 3² = 9 gange så stor.
Det er også velkendt, at sammenligner man to legemer med forskellig temperatur, fx en finger og et rødglødende søm, udstråler sømmet betydelig mere energi end fingeren.
Det er derimod ikke umiddelbart indlysende, at energiudstrålingen afhænger af temperaturen i fjerde potens.
Formlen for en stjernes udstråling af lys er 

{\displaystyle L=4\pi R^{2}T^{4}}
hvor
{\displaystyle R} er stjernens radius
{\displaystyle T} er stjernens temperatur i Kelvin

Sammenligner vi fire velkendte stjerner, nemlig Solen, Sirius, Betelgeuze, Deneb og dertil den mest massive af alle kendte stjerner R136a1 , har vi følgende data (indexeret med Solens masse og radius = 1, og sorteret efter lysstyrke):

| Stjerne    | Radius | Masse | Effektiv temperatur (K) | Lysstyrke L☉ |
| Solen      | 1      | 1     | 5.780                   | 1            |
| Sirius     | 1,711  | 2,02  | 9.940                   | 25,6         |
| Betelgeuze | ~1180  | ~19   | 3.500                   | ~187.000     |
| Deneb      | ~203   | ~19   | 8.525                   | ~195.000     |
| R136a1     | ~35.5  | ~265  | ~53.000                 | ~8.900.000   |

hvor L☉ er Solens visuelle lysstyrke.

### Strålingens maksimumbølgelængde
Udstrålingen har sit maksimum ved en bølgelængde (λmax), som afhænger af stjernens temperatur.
Jo højere temperatur, desto kortere bølgelængde. Bølgelængden ved maksimum udregnes ved hjælp af den nemme formel for Wiens forskydningslov, en empirisk bestemt konstant divideret med stjernens effektive temperatur.

{\displaystyle \lambda _{\mathrm {max} }={\frac {2.897.755}{T}}} nm
Sammenligner vi de samme fem stjerner som i tabellen ovenfor, får vi (sorteret efter bølgelængde):

| Stjerne    | {\displaystyle \lambda _{\mathrm {max} }}   | Bølgelængde i nm    | Farve       |
| R136a1     | {\displaystyle {\frac {2.897.755}{53.000}}} | {\displaystyle ~55} | Ultraviolet |
| Sirius     | {\displaystyle {\frac {2.897.755}{9.940}}}  | {\displaystyle 292} | Hvid        |
| Deneb      | {\displaystyle {\frac {2.897.755}{8.525}}}  | {\displaystyle 340} | Hvid        |
| Solen      | {\displaystyle {\frac {2.897.755}{5.780}}}  | {\displaystyle 501} | Blågrøn     |
| Betelgeuze | {\displaystyle {\frac {2.897.755}{3.500}}}  | {\displaystyle 828} | Infrarød    |

Umiddelbart kan det virke overraskende, at Solens maksimumudstråling er i det blågrønne område, men Solen udsender jo ligesom andre stjerner lys i mange bølgelængder. Det er velkendt fra fysikforsøg med et tresidet prisme, at vi ser blandingen af de mange farver som en enkelt farve, nemlig gullig-hvid.
Som det ses på billedet, har kurverne over strålingens maksimumbølgelængde på en måde en vis lighed med en fisk: Et lille hoved (til venstre), en stor krop og en lang, smal hale. Hovedet består af strålingen med den højeste energi, for meget varme stjerner fra røntgenstråling til ultraviolet, kroppen hovedsagelig af synligt lys og halen af stråling med den lav energi, nemlig infrarød.

## Størrelsesklasse
Den tilsyneladende lysstyrke for en stjerne angives ved dens tilsyneladende størrelsesklasse, der er lysstyrken af stjernen sådan som vi ser den. Den er påvirket af flere faktorer: Stjernens luminositet, afstanden fra Jorden, og variationer i stjernelyset når det passerer gennem Jordens atmosfære.
Stjernes faktiske størrelse hedder Absolut størrelsesklasse, og defineres som den tilsyneladende størrelsesklasse som stjernen ville have hvis den var i afstanden 10 parsec fra Jorden (32.6 lysår), og den er direkte afhængig af stjernens luminositet. 
| Tilsyneladende størrelsesklasse | Antal af stjerner |
| ------------------------------- | ----------------- |
| 0                               | 4                 |
| 1                               | 15                |
| 2                               | 48                |
| 3                               | 171               |
| 4                               | 513               |
| 5                               | 1,602             |
| 6                               | 4,800             |
| 7                               | 14,000            |

Skalaen er baglæns: Klasse 1 er lysere end klasse 2, De klareste objekter på himlen (planeter, månen, solen) har negativ størrelsesklasse. Og skalaen har logaritmiske enheder. En enhed i forskel på størrelsesklasse svarer til en forskel i intensitet på omkring en faktor 2.5, da 5'te roden af 100 er omkring 2.512. Dette betyder at en stjerne af første størrelsesklasse (+1.00) er omkring 2.5 gange klarere end en (+2.00) stjerne, og omkring 100 gange klarere end en (+6.00) stjerne. De svageste stjerner der er synlige med det blotte øje har en størrelsesklasse på omkring +6.
Variationen i intensitet mellem to stjerner udregnes ved at trække størrelsesklassen af den klare stjerne fra størrelsesklassen for den svage, og derefter opløfte 2.512 til denne forskel.
{\displaystyle \Delta {m}=m_{f}-m_{b}}
{\displaystyle 2.512^{\Delta {m}}=} variation i klarhed
Solen har en tilsyneladende størrelsesklasse på -26.7 og en absolut størrelsesklasse på 4.83. Sirius, den klareste fixstjerne på nattehimmelen har tilsyneladende størrelsesklasse på -1.44 og en absolut på 1.41. (dette skyldes at de ligger tættere på Jorden end 10 parsec og derfor ville synes svagere i standardafstanden). 
En stjerne med en højere luminositet end en anden, vil synes svagere hvis den er længere væk fra Jorden end den anden og vice versa.
Stjernen med den højest kendte absolutte størrelsesklasse er LBV 1806-20, med en abslut størrelsesklasse på -14.2. Denne stjerne har en luminositet der er 5.000.000 gange større end Solen.

## Klassifikation
Hovedartikel: Spektralklasse

| Klasse | Temperatur      | Eksempelstjerne  |
| ------ | --------------- | ---------------- |
| O      | over 33.000 K   | Zeta Ophiuchi    |
| B      | 10.500-30.000 K | Rigel            |
| A      | 7.500-10.000 K  | Altair           |
| F      | 6.000-7.200 K   | Procyon A        |
| G      | 5.500-6.000 K   | Solen            |
| K      | 4.000-5.250 K   | Epsilon Indi     |
| M      | 2.600-3.850 K   | Proxima Centauri |

Der er forskellige klassifikationer af stjerner svarende til deres spektre, varierende fra type O, som er meget varme, til M, som er så kølige at der kan dannes molekyler i deres atmosfære. Hovedklassifikationen der følger faldende temperatur er: O, B, A, F, G, K, og M. Et udvalg af specielle spektraltyper har specielle klassifikationer. De mest almindelige er L og T, der klassificerer de koldeste stjerner med lav masse og brune dværge.
Hvert bogstav har en underinddeling fra 0 til 9. Dette system følger nøje temperaturen, men bryder ned i den varmeste ende af spektret. 
Der eksisterer formentlig ikke O0 og O1 stjerner.
Derudover kan stjerner klassificeres ved "luminositets-effekter" observeret i deres spektrallinjer, der har forbindelse med den rumlige udstrækning og afhænger af overfladegravitationen. Disse går fra 0 (for at undgå forveksling mellem O og 0 kaldes denne klasse ofte Ia-0) (superkæmper) gennem V (hovedseriestjerner) til D (hvide dværge). De fleste stjerner hører til på hovedserien, der består af stjerner som fusionerer hydrogen. De samles i et smalt bånd, når den absolutte størrelsesklasse og spektraltype afbildes mod hinanden. Vores Sol er en hovedseriestjerne G2V (gul "dværg"), der er af middel temperatur og ordinær størrelse.
Yderligere nomenklatur i form af bogstaver kan følge spektraltypen for at vise specielle træk. F.eks indikerer et "e" tilstedeværelsen af emissionslinjer; "m" repræsenterer store niveauer af metal og "var" kan betyde variationer i spektraltypen.
Hvide dværge har deres egen klasse, der begynder med bogstaverne D. Den er underinddelt i klasserne DA, DB, DC, DO, DZ, og DQ, afhængigt af typen af fremtrædende linjer i spektret. 
Dette følges af numeriske værdier der indikerer temperatur indekset.

## Variable stjerner
Variable stjerner har periodiske eller tilfældige variationer i deres luminositet på grund af indre eller ydre egenskaber. I de indre variable stjerner kan de primære typer inddeles i tre hovedgrupper.
Gennem deres udvikling passerer nogle stjerner igennem faser hvor de kan blive pulserende variable. Pulserende variable stjerner varierer i radius og luminositet over tid, idet de udvider sig og trækker sig sammen med perioder fra minutter til år, afhængig af stjernens størrelse. 
Denne kategori omfatter Cepheider og cepheidelignende stjerner, og langperiodiske variable stjerner som Mira
Udbruds-variable stjerner , er stjerner der oplever en pludselig stigning i luminositet på grund af flares eller tilfældige udkastninger af masse.
Denne gruppe omfatter protostjerner, Wolf-Rayet stjerner, og Flare stjerner, såvel som kæmper og superkæmper.
Kataklysmiske eller eksplosive variable gennemgår en dramatisk ændring i deres egenskaber. Denne gruppe inkluderer novaer og supernovaer. Et binært stjernesystem der inkluderer en hvid dværg kan producere særlige typer af stjerneeksplosioner, inkluderende novaen og en type 1a supernova. Eksplosionen skabes når den hvide dværg samler hydrogen fra en ledsagestjerne, og opbygger masse indtil hydrogenet undergår fusion. Nogle novaer er gengangere, idet de har periodiske udbrud af moderat amplitude. 
Stjerner kan også variere i lysstyrke på grund af ydre faktorer, som skyggende ledsagestjerner.

## Opbygning
Det indre af en stjerne er i hydrostatisk ligevægt: kræfterne på ethvert lille volumen udbalancerer næsten hinanden. De balancerende kræfter er gravitationen indad og et udadrettet tryk skabt af temperaturforskellen i stjernen. Denne trykgradient opretholdes af temperaturforskellene idet kernen er varmere end de ydre dele af stjernen. Temperaturen i kernen af en hovedseriestjerne er mindst af størrelsesorden 107 K, eller 10 millioner grader. Den resulterende temperatur og det tilhørende tryk er tilstrækkeligt til at opretholde kernefusion og til at skabe den nødvendige trykgradient der indgår i den hydrostatiske ligevægt. 
Når atomkerner smeltes sammen i kernen, udsendes der energi i form af gammastråler. Disse fotoner vekselvirker med den omgivende plasma, hvilket tilfører yderligere energi til kernen. Stjerner på hovedserien omsætter hydrogen til helium, og opbygger på denne måde langsomt en stigende mængde af helium i kernen. Til sidst er heliumindholdet dominerende og energiproduktionen i kernen standser. For stjerner med mere end 0.4 solmasser vil fusionen i stedet fortsætte i en langsomt voksende skal rundt om den degenererede heliumkerne.
Udover den hydrostatiske ligevægt vil det indre af en stabil stjerne også opretholde en termisk ligevægt. Der er en radial temperaturgradient gennem det indre, der resulterer i en energistrøm der flyder udad. Den mængde af energi der forlader ethvert cirkulært snit i stjernen vil svare til det der modtages indefra.
Strålingszonen er området i stjernens indre, hvor stråling er tilstrækkeligt effektiv til at opretholde energistrømmen. I dette område er plasmaet ikke forstyrret og enhver bevægelse vil dø ud. Hvis dette ikke er tilfældet vil plasmaet blive ustabilt og der vil forekomme konvektion, idet der dannes en konvektionszone. Dette kan ske i områder med meget store energistrømme, som nær kernen eller i områder der er uigennemsigtige som i den ydre skal. 
Forekomsten af konvektion i kappen af en hovedseriestjerne afhænger af massen. Stjerner med mange gange Solens masse har en en konvektionszone dybt i det indre og en strålingszone i de ydre lag. Mindre stjerner som Solen er modsat, med konvektionszonen i de ydre lag.
Røde dværgstjerner med mindre end 0.4 Solmasser er konvektive hele vejen igennem, hvilket forhindrer at der opsamles helium i kernen. For de fleste stjerners vedkommende vil konvektionszonerne også variere over tid som stjernen ældes og det indre af stjernen ændres.
Den del af stjernen, der er synlig for en iagttager, kaldes fotosfæren. Det er det lag hvor stjernens plasma bliver gennemsigtigt for fotoner. Herfra udstråles den energi der er frembragt i stjernens indre. Det er i fotosfæren at solpletter forekommer.
Over fotosfæren er stjerneatmosfæren. I en hovedseriestjerne som Solen, er den nederste del af atmosfæren den tynde kromosfære hvorfra der udgår spikuler og flares.
Denne er omgivet af et overgangsområde, hvor temperaturen stiger hurtigt på en afstand af kun 100 km. Over dette er koronaen, et område af superophedet plasma, der kan have en udstrækning på flere millioner km.
På trods af sin høje temperatur udsender koronaen kun lidt lys. Koronaen er normalt kun synlig ved solformørkelse.
Fra koronaen udgår en solvind af plasma, der strækker sig ud fra stjernen indtil det når ud i det interstellare rum, hvor det vekselvirker med det stof der er tilstede der.

## Kernereaktioner
En mængde forskellige kernereaktioner finder sted i kernen af stjerner, afhængig af deres masse og sammensætning,som en del af stjernens kernesyntese. Nettomassen af den fusionerede atomkerne er mindre end summen af dens enkeltdele. Denne tabte masse er omsat til energi, i overensstemmelse med masse-energi ækvivalensen E = mc²
Brintfusionen er temperaturfølsom, så en moderat stigning i kernetemperaturen vil resultere i en betydelig stigning i fusionshastigheden. Som et resultat varierer kernetemperaturen for en hovedseriestjerne fra 4 millioner Kelvin for en lille M-klasse stjerne til 40 millioner Kelvin for en tung O-klasse stjerne. 
I Solen, der har en kernetemperatur på omkring 15 millioner Kelvin, smelter brint sammen til helium i proton-proton kernereaktionen
41H → 2²H + 2e+ + 2νe (4.0 MeV + 1.0 MeV)
21H + 2²H → 23He + 2γ (5.5 MeV)
23He → 4He + 21H (12.9 MeV)
Nettoreaktionen kan skrives således:
41H → 4He + 2e+ + 2γ + 2νe (26.7 MeV)
hvor e+ er en positron, γ er en gamma foton, 
νe er en neutrino, og H og He er isotoper af hydrogen og helium. Energien frigjort ved denne reaktion er af størrelsesordenen millioner af elektronvolt, der kun er en lille energimængde, men til gengæld sker der et enormt antal reaktioner sideløbende.
| Grundstof                  | Sol masser |
| -------------------------- | ---------- |
| Tung Hydrogen (tung Brint) | 0.02       |
| Hydrogen (Brint)           | 0.08       |
| Helium                     | 0.40       |
| Kulstof                    | 4.00       |
| Neon                       | 8.00       |

I mere massive stjerner produceres helium i en cyklus af reaktioner der er katalyseret af kulstof, den såkaldte carbon-nitrogen-oxygen cyklus
I udviklede stjerner med kerner der har temperatur på 100 millioner Kelvin og masser mellem 0.5 og 10 solmasser, kan helium forvandles til kulstof i triple-alfa-processen der bruger beryllium som mellemled:
4He + 4He + 92 keV → 8*Be
4He + 8*Be + 67 keV → 12*C
12*C → 12C + γ + 7.4 MeV
Nettoreaktionen er:
34He → 12C + γ + 7.2 MeV
I tunge stjerner kan grundstoffer fusionere i en såkaldt neon proces og i en oxygen-proces. Det sidste trin i kernesyntesen er siliciumfusion der resulteter i dannelse af jern-isotopen Fe-56. De nævnte processer frigører energi, hvis man vil fusionere jern eller tungere grundstoffer, skal der tilføres energi, så det sker ikke af sig selv.  
Eksemplet herunder viser tiden der er nødvendig, for at en stjerne på 20 solmasser bruger alt sit kernebrændsel. For en O-klasse hovedseriestjerne, ville det svare til en stjerne med 8 gange solradius og 62000 gange Solens luminositet.
| Brændsel stof | Temperatur (millioner kelvin) | Tæthed (kg/cm³) | Brændetid (τ i år) |
| ------------- | ----------------------------- | --------------- | ------------------ |
| H             | 37                            | 0.0045          | 8.1 millioner      |
| He            | 188                           | 0.97            | 1.2 millioner      |
| C             | 870                           | 170             | 976                |
| Ne            | 1,570                         | 3,100           | 0.6                |
| O             | 1,980                         | 5,550           | 1.25               |
| S/Si          | 3,340                         | 33,400          | 0.0315             |

## Farver og spektralklasser
Lyset fra en stjerne har et spektrum (farvesammensætning) der fortæller noget om stjernens temperatur og stofsammensætning, i det mindste for så vidt angår de lysudsendende dele af stjernens overflade. Af den grund inddeler man stjerner i forskellige spektralklasser. Sorteret efter faldende temperatur hedder stjernernes spektralklasser:
O, B, A, F, G, K, M, R, N, S
Den lidt »tilfældige« bogstavfølge skyldes at klassifikationssystemet blev opfundet inden man lærte den nærmere betydning af de forskellige klasser. Man kan huske rækkefølgen ved hjælp af denne memotekniske remse: »Oh, be a fine girl/guy, kiss me right now, sweetie!«.
Hvis man varmer f.eks. et stykke jern op, vil det først blive rødglødende, siden skifter lyset fra gløden over orange og gult til »hvidglødende«: På samme måde er lyset de koldeste stjerner (med overfladetemperaturer på et par tusinde celsiusgrader) rødligt, mens varmere stjerner udsender gult, orange og hvidt lys – Solen med sin overfladetemperatur på knap 6000 °C, klassificeres således som en »gul« stjerne af astronomerne.
Og der findes langt varmere stjerner: De der er »varmere end hvidglødende« har et blåt skær i deres lys, fordi de udsender mest af det kortbølgede, blå lys. De varmeste blandt disse blå stjerner har overfladetemperaturer på henved 45.000 °C.

## Symbolik
Stjernen over Betlehem bebudede Jesu fødsel og førte vise mænd fra Østerland til stalden, hvor de fandt "jødernes nyfødte konge". 

## Fodnoter
1. ↑  Our Galaxy Has a Shocking Array of Really Strange Stars. Here's The Ultimate Guide. Science Alert 2019
2. ↑  CWP at physics.UCLA.edu // Cecilia Payne-Gaposchkin<
3. ↑  Naming Astronomical Objects Arkiveret 2. august 2010 hos  Wayback Machine (engelsk) hentet d. 11. marts 2011
4. ↑  Kaltenegger, Lisa; Traub, Wesley A. (2009), "Transits of Earth-like Planets", The Astrophysical Journal, 698 (1): 519-527, Bibcode:2009ApJ...698..519K, doi:10.1088/0004-637X/698/1/519, ISSN 0004-637X, Tabel 1
5. ↑  Crowther, Paul A.; Schnurr, Olivier; Hirschi, Raphael; Yusof, Norhasliza; Parker, Richard J.; Goodwin, Simon P.; Kassim, Hasan Abu (2010). "The R136 star cluster hosts several stars whose individual masses greatly exceed the accepted 150 M☉ stellar mass limit". Monthly Notices of the Royal Astronomical Society. 408 (2): 731-751. arXiv:1007.3284. Bibcode:2010MNRAS.408..731C. doi:10.1111/j.1365-2966.2010.17167.x.
6. ↑  "Magnitude". National Solar Observatory—Sacramento Peak. Arkiveret fra originalen 6. februar 2008. Hentet 2006-08-23.
7. ↑  Smith, Gene (15. april 1999). "Stellar Spectra". University of California, San Diego. Hentet 2006-10-12.
8. ↑  11.5 dage er 0.0315 år.